# Tsuyoshi Tsutsumi

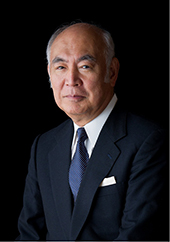
Tsuyoshi Tsutsumi, 2014

Tsuyoshi Tsutsumi (jap. 堤剛, Tsutsumi Tsuyoshi, * 28. Juli 1942 in Tokio) ist ein japanischer Cellist und Musikpädagoge.

## Leben und Wirken
Tsutsumi begann im Alter von sechs Jahren Geige zu spielen, wechselte aber zwei Jahre später zum Cello. Nach einem Jahr Unterricht bei seinem Vater wurde er Schüler von Hideo Saito, der ihn zehn Jahre lang unterrichtete. Seinen ersten Auftritt hatte er mit Camille Saint-Saëns’ Cellokonzert mit dem Philharmonieorchester Tokio unter Leitung seines Lehrers. Seine erste internationale Tournee als Solist, die ihn nach Indien, Russland und Eupa führte, unternahm er achtzehnjährig mit dem NHK-Sinfonieorchester.
Als Stipendiat des Fulbright-Programms kam er 1961 in die USA und setzte sein Studium an der Indiana University bei Janos Starker fort. Nach zwei Jahren wurde er Starkers Assistent, nach seiner Graduierung Artist in Residence an der Universität. Er unterrichtete dann an der Western Ontario University und an der University of Illinois und kehrte 1988 als Professor an die Indiana University zurück.
Als Solist trat Tstutsumi mit den bedeutendsten japanischen, amerikanischen und europäischen Orchestern auf. Sein Repertoire umfasst neben der klassischen Standardliteratur für das Cello auch Werke zeitgenössischer Musiker. So spielte er die Uraufführungen von Akira Miyoshis Cellokonzert und Tōru Takemitsus Orion und Pleiaden. Als Mitglied des Quartet Canada unternahm er Konzertreisen durch Nordamerika und Japan.
Für seine Verdienste um die japanische Musik wurde er mit dem Suntory-Preis und dem vom Kaiser verliehenen Preis der Nationalen Akademie der Künste ausgezeichnet. 1997 wurde er Präsident der japanischen Cello-Gesellschaft, 2000 musikalischer Leiter der Internationalen Musikfestivals von Kirishima und Präsident der Suntory-Musikstiftung. Neun Jahre unterrichtete er auch am Konservatorium von Tokio. 2009 wurde er Mitglied der Japanischen Akademie der Künste und erhielt die japanische Ehrenmedaille am Violetten Band. 2019 folgte die Auszeichnung mit dem Mainichi-Kunstpreis.